# Hilla Rustomji Faridoonji
Hilla Rustomji Faridoonji (ur. 1872, zm. 1956) – indyjska pedagożka i działaczka polityczna.

## Życiorys
Była sekretarką Women's Education Fund Association. W latach 1931–1932 na spotkaniach Ogólnoindyjskiej Konferencji Kobiet w Madrasie zaproponowała zniesienie różnic kastowych i oddzielnych szkół dla różnych wyznań. W 1935 pełniła funkcję przewodniczącej All India Women's Conference (AIWC). Była patronką komitetu stałego organizacji. Blisko współpracowała z Kamaladevi Chattopadhyay. Przyjaźniła się z Mahatmą Gandhim.
Była jedną z pierwszych administratorek Lady Irwin College po jego otwarciu w 1932. Pełniła funkcję jego przewodniczącej i skarbniczki. Pracowała na rzecz kolegium aż do śmierci.
W 1954 uruchomiła w Lady Irwin College studia podyplomowe. Była wówczas prezeską All India Women's Education Fund Association.

## Upamiętnienie
Główna sala Lady Irwin College nosi jej imię.